# 12861 Ваккер
12861 Ваккер (12861 Wacker) — астероїд головного поясу, відкритий 22 травня 1998 року.
Тіссеранів параметр щодо Юпітера — 3,417.